# Liste des îles de l'océan Indien

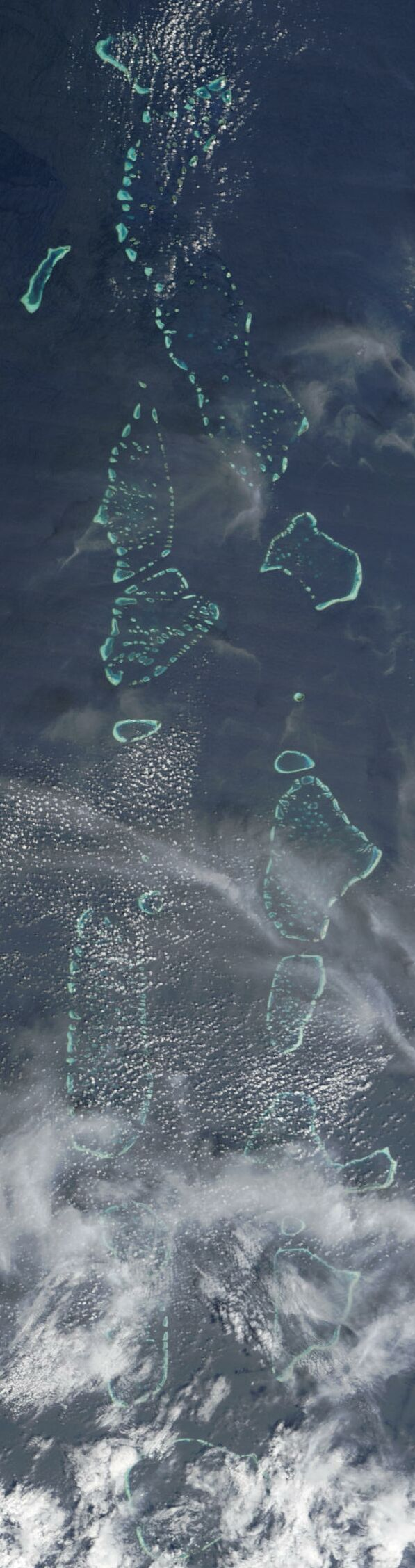
Image satellite de l'archipel des Maldives et ses plus de 2000 îles.

Cet article présente une liste des îles de  l'Océan Indien.

## Liste générale par ordre alphabétique
- Agatti, archipel des Lakshadweep (Inde)
- Amini, archipel des Lakshadweep (Inde)
- Amsterdam (France)
- Andaman, archipel (Inde)
- Anjouan (Comores)
- Andrott, archipel des Lakshadweep (Inde)
- Bangkaru, Îles Banyak (Indonésie)
- Bitra, archipel des Lakshadweep (Inde)
- Chagos, archipel (Royaume-Uni, reconnue souveraineté de l'île Maurice en 2025, par la Grande-Bretagne)
- Chetlat, archipel des Lakshadweep (Inde)
- Christmas (Australie)
- Comores, archipel
- Cocos (Keeling), archipel (Australie)
- Crozet (France)
- Enggano (Indonésie)
- Europa (France, Restitution réclamé par Madagascar, et revendiqué par la fédération des Comores)
- Glorieuses, archipel (France, restitution réclamé par Madagascar)
- Grande-Comore (Comores)
- Heard (Australie)
- Juan de Nova (France, Restitution réclamé par Madagascar)
- Kadmat, archipel des Lakshadweep (Inde)
- Kalpeni, archipel des Lakshadweep (Inde)
- Kavaratti, archipel des Lakshadweep (Inde)
- Kerguelen, archipel (France)
- Kiltan, archipel des Lakshadweep (Inde)
- Lamu, Archipel de Lamu (Kenya)
- Laquedives, archipel (Inde)
- MacDonald (Australie)
- Madagascar
- Mafia (Tanzanie)
- Maldives, archipel
- Marion (Afrique du Sud)
- Maurice
- Mayotte (France)
- Minicoy, archipel des Lakshadweep (Inde)
- Mohéli (Comores)
- Nias (Indonésie)
- Nicobar, archipel (Inde)
- Nosy Be (Madagascar)
- Pagai Selatan, archipel des Mentawaï (Indonésie)
- Pagai Utara, archipel des Mentawaï (Indonésie)
- Pemba (Tanzanie)
- Pini, archipel des Îles Batu (Indonésie)
- Prince-Édouard (Afrique du Sud)
- Quirimbas (Mozambique)
- Réunion (France)
- Rodrigues (Maurice)
- Saint-Paul (France)
- Seychelles, Archipel
- Siberut (Indonésie)
- Siméulue  ou Simalou (Indonésie)
- Sipora (ou Sipura), archipel des Mentawaï (Indonésie)
- Socotra (Yémen)
- Sri Lanka
- Tanabhala, archipel des Îles Batu (Indonésie)
- Tanahmasa, archipel des Îles Batu (Indonésie)
- Tasmanie (Australie)
- Tromelin (France, restitution réclamé par l'île Maurice)
- Tuangku, Îles Banyak ((Indonésie)
- Yos Sudarso (Indonésie)
- Zanzibar (Tanzanie)

## Classement par zone géographique

### Hémisphère nord
- Andaman, archipel (Inde)
- Laquedives, archipel (Inde)
- Lakshadweep, archipel (Inde)
  - Kavaratti
  - Agatti
  - Amini
  - Kadmat
  - Kiltan
  - Chetlat
  - Bitra
  - Andrott
  - Kalpeni
  - Minicoy
- Maldives, archipel
- Archipel de Socotra (Yémen)
  - Darsah
  - Samhah
  - Abd al Kuri
- Sri Lanka
- Nias (Indonésie)
- Simeulue (Indonésie)
- Îles Banyak ((Indonésie)
  - Tuangku
  - Bangkaru Îles Banyak ((Indonésie)
- Pini (Îles Batu) (Indonésie)

### Hémisphère sud
- Amsterdam (France)
- Chagos, archipel (Royaume-Uni, reconnue souveraineté de l'île Maurice en 2025, par la Grande-Bretagne)
- Christmas (Australie)
- Comores, archipel
  - Anjouan
  - Grande Comore
  - Mayotte (France)
  - Mohéli
- Cocos (Keeling), archipel (Australie)
- Crozet (France)
- Europa (France, Restitution réclamé par Madagascar)
- Glorieuses, archipel (France, restitution réclamé par Madagascar)
- Heard et MacDonald (Australie)
- Juan de Nova (France)
- Kerguelen, archipel (France)
- Lamu, archipel (Kenya)
- Madagascar
  - Nosy Be
- Mafia (Tanzanie)
- Maurice
  - Rodrigues
- Archipel du Prince-Édouard (Afrique du Sud)
  - Île du Prince-Édouard
  - Marion
- Îles Saint-Paul et Amsterdam (France)
  - Île Saint-Paul
  - Île Amsterdam (ou Île de la Nouvelle-Amsterdam)
- Quirimbas (Mozambique)
- Réunion (France)
- Seychelles, archipel
- Tasmanie (Australie)
  - Archipel Furneaux (Australie)
- Tromelin (France, restitution réclamé par l'île Maurice)
- Yos Sudarso (Indonésie)
- Zanzibar (Tanzanie)

### Côté est (Asie)
- Andaman, archipel (Inde)
- Christmas (Australie)
- Cocos (Keeling), archipel (Australie)
- Nicobar, archipel (Inde)
- Siméulue  ou Simalou (Indonésie)
- Îles Banyak ((Indonésie)
  - Tuangku
  - Bangkaru
- Nias (Indonésie)
- Îles Batu (Indonésie)
  - Pini
  - Tanahmasa
  - Tanabhala
- Siberut (Indonésie)
- L'archipel des Mentawaï (Indonésie)
  - Sipora (ou Sipura)
  - Pagai Utara
  - Pagai Selatan
- Enggano (Indonésie)

### Côté ouest (côte africaine)

#### Kenya
- Archipel de Lamu
  - Lamu

#### Tanzanie
- Mafia
- Pemba
- Zanzibar

#### Canal du Mozambique
- Archipel des Comores
  - Anjouan
  - Grande Comore
  - Mayotte (France)
  - Mohéli
- Europa (France, restitution réclamé par Madagascar)
- Juan de Nova (France, restitution réclamé par Madagascar)
- Nosy Be (Madagascar)
- Quirimbas (Mozambique)

### Îles australes
Îles situées sur des latitudes plus au Sud que Madagascar :
- Îles Crozet (France)
- Îles Heard-et-MacDonald (Australie)
- Îles Kerguelen vaste archipel (France)
- Archipel du Prince-Édouard (Afrique du Sud)
  - Île du Prince Edouard
  - Marion
- Îles Saint-Paul et Amsterdam (France)
  - Île Saint-Paul
  - Île Amsterdam (ou Île de la Nouvelle-Amsterdam)

### Partie centrale
- Maldives, archipel
- Chagos, archipel (Royaume-Uni, reconnue souveraineté de l'île Maurice en 2025, par la Grande-Bretagne)
- Maurice
  - Rodrigues

## Classement par pays ou protectorat

### Îles ou archipels indépendants
- Madagascar
  - Nosy Be
- Île Maurice
  - Rodrigues
- Sri Lanka
- Maldives
- Seychelles
- Îles Comores
  - Grande-Comore
  - Anjouan
  - Mohéli

### Territoire français

#### Départements d'outre-mer français
- La Réunion (département français)
- Mayotte, archipel des Comores (département français)

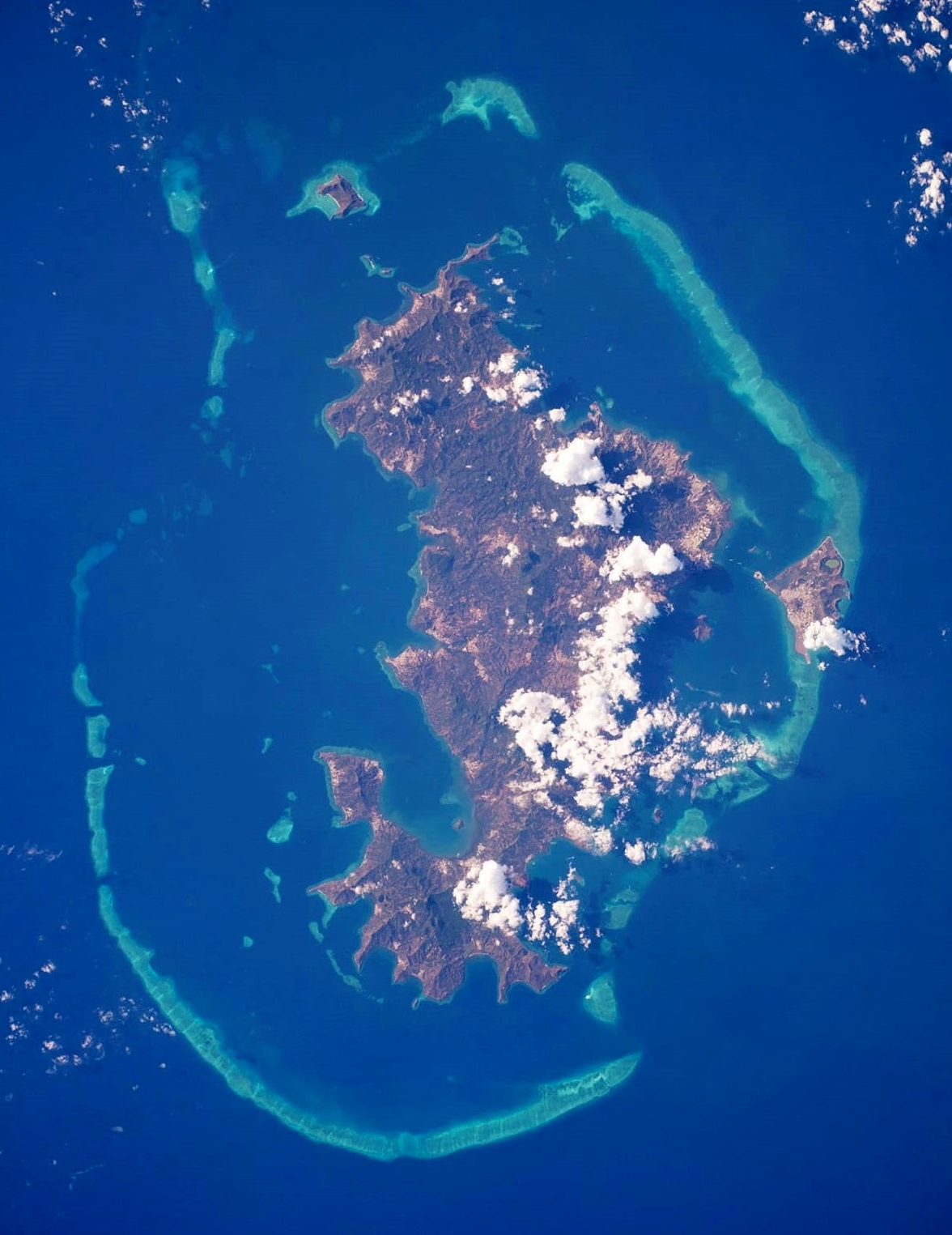
Mayotte
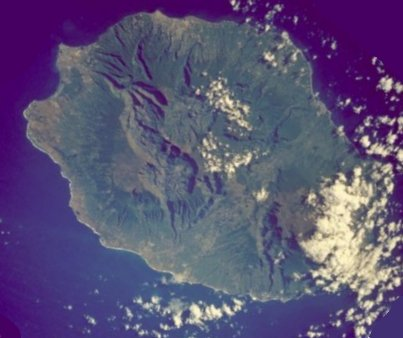
la Réunion

#### îles Éparses de l'océan Indien
- Île Tromelin (district des TAAF, Restitution réclamé par l'île Maurice)
- Bassas da India (district des TAAF, restitution réclamé par Madagascar)
- Île Europa (district des TAAF, Restitution réclamé par Madagascar)
- Îles Glorieuses (district des TAAF, restitution réclamé par Madagascar)
- Île Juan de Nova (district des TAAF, restitution réclamé par Madagascar)

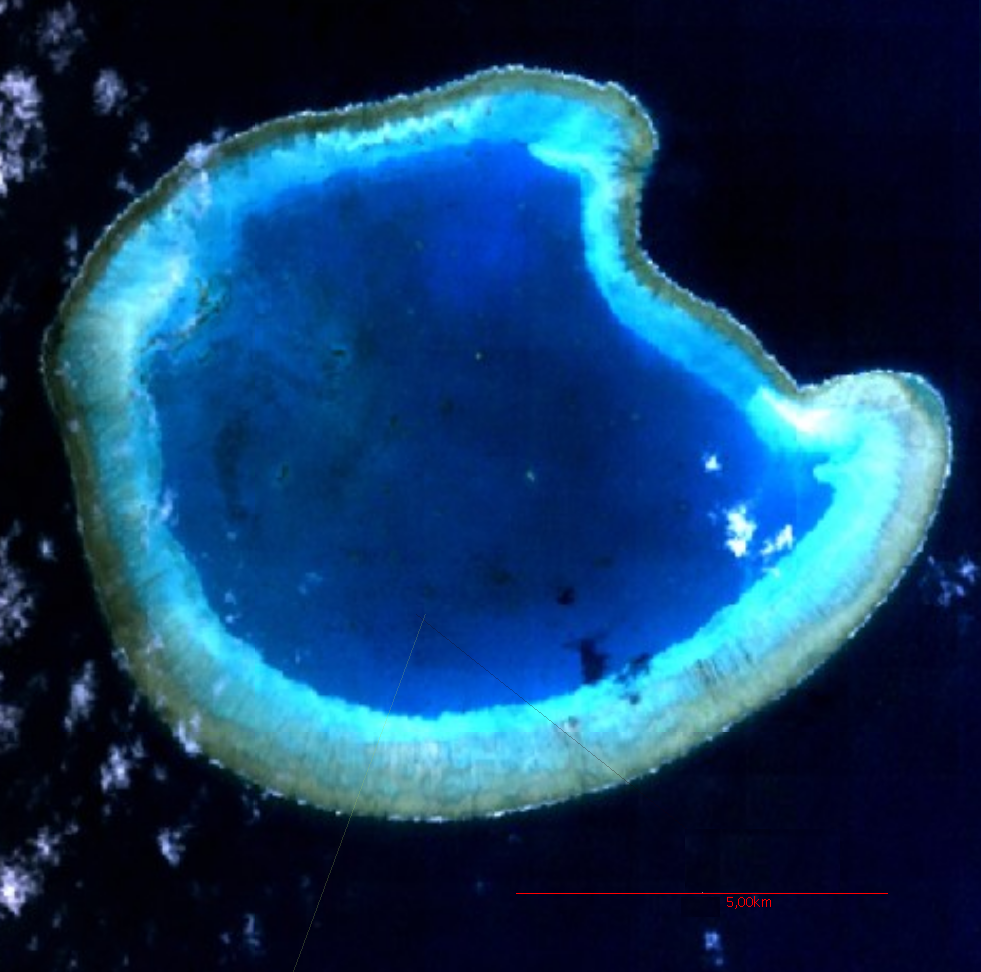
Bassas da India
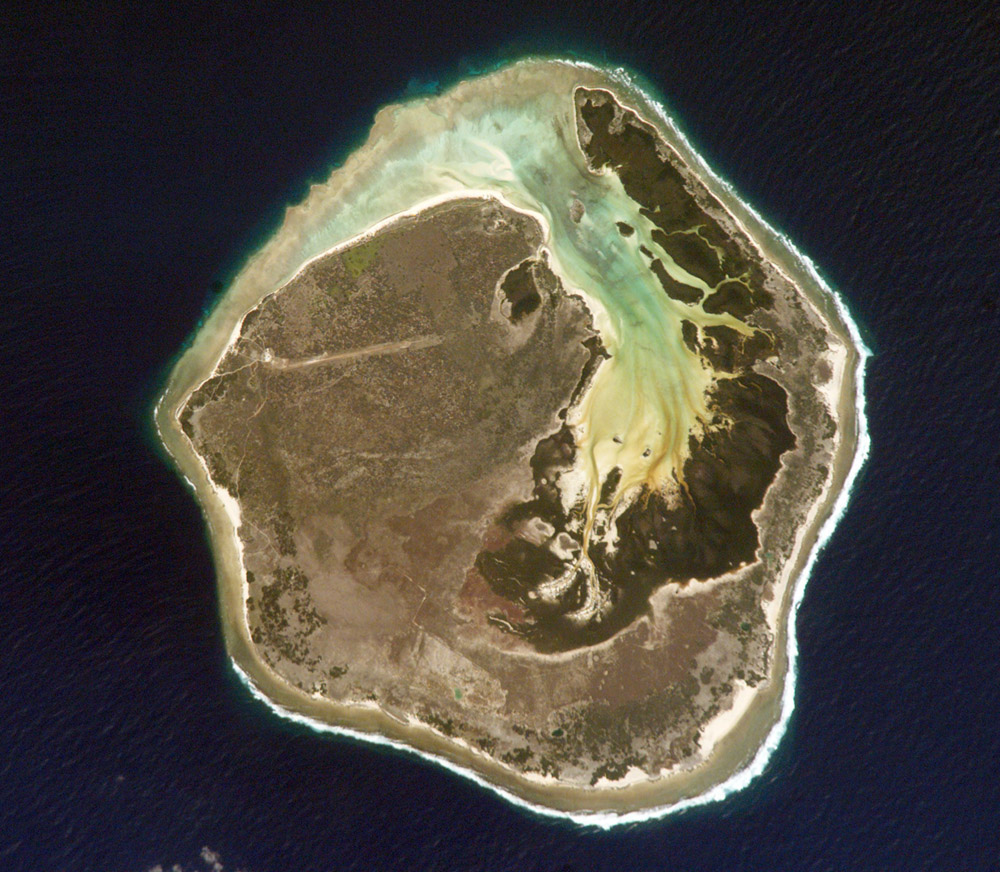
Europa
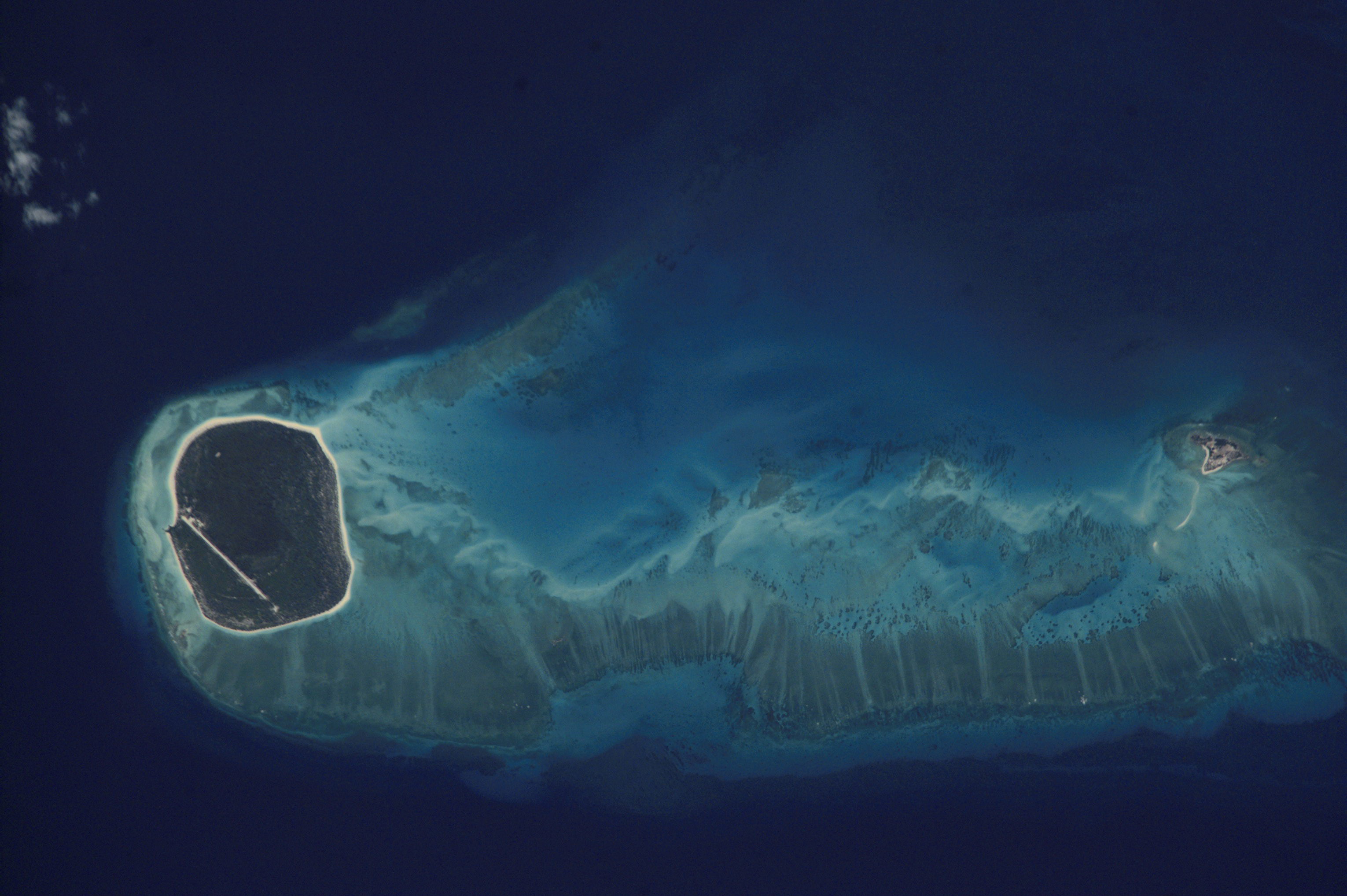
Glorieuses
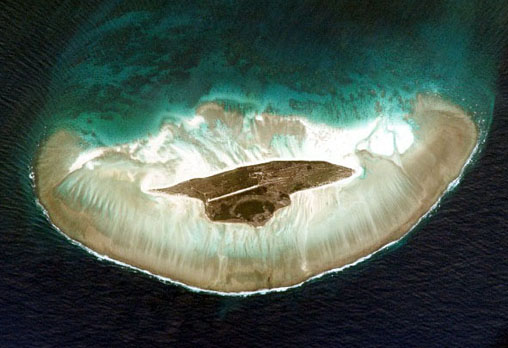
Île Juan de Nova
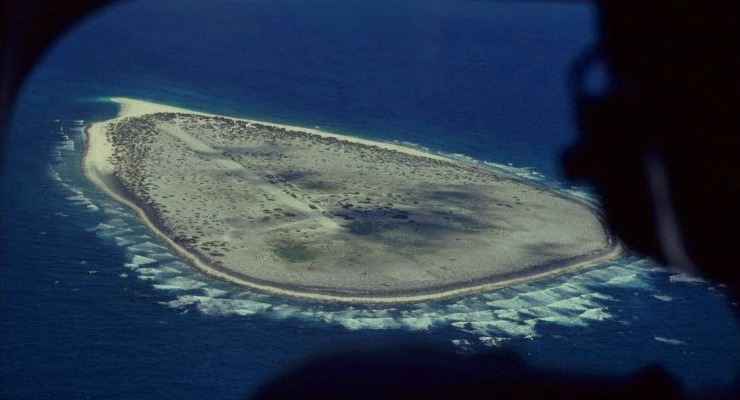
Tromelin

#### Îles subantarctiques
- Îles Saint-Paul et Amsterdam (district des TAAF)
- Le Crozet, archipel (district des TAAF)
  - Île aux Cochons
  - Île de la Possession
  - Île de l'Est
  - Îlots des Apôtres
  - Île des Pingouins
- L'archipel des Kerguelen (district des TAAF)

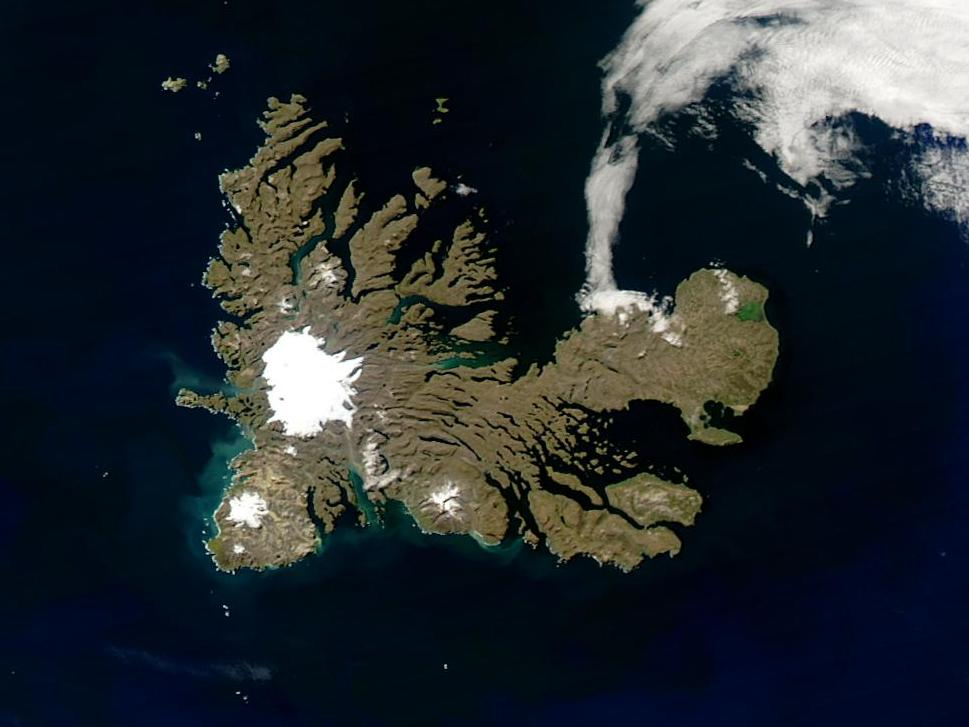
Îles Kerguelen
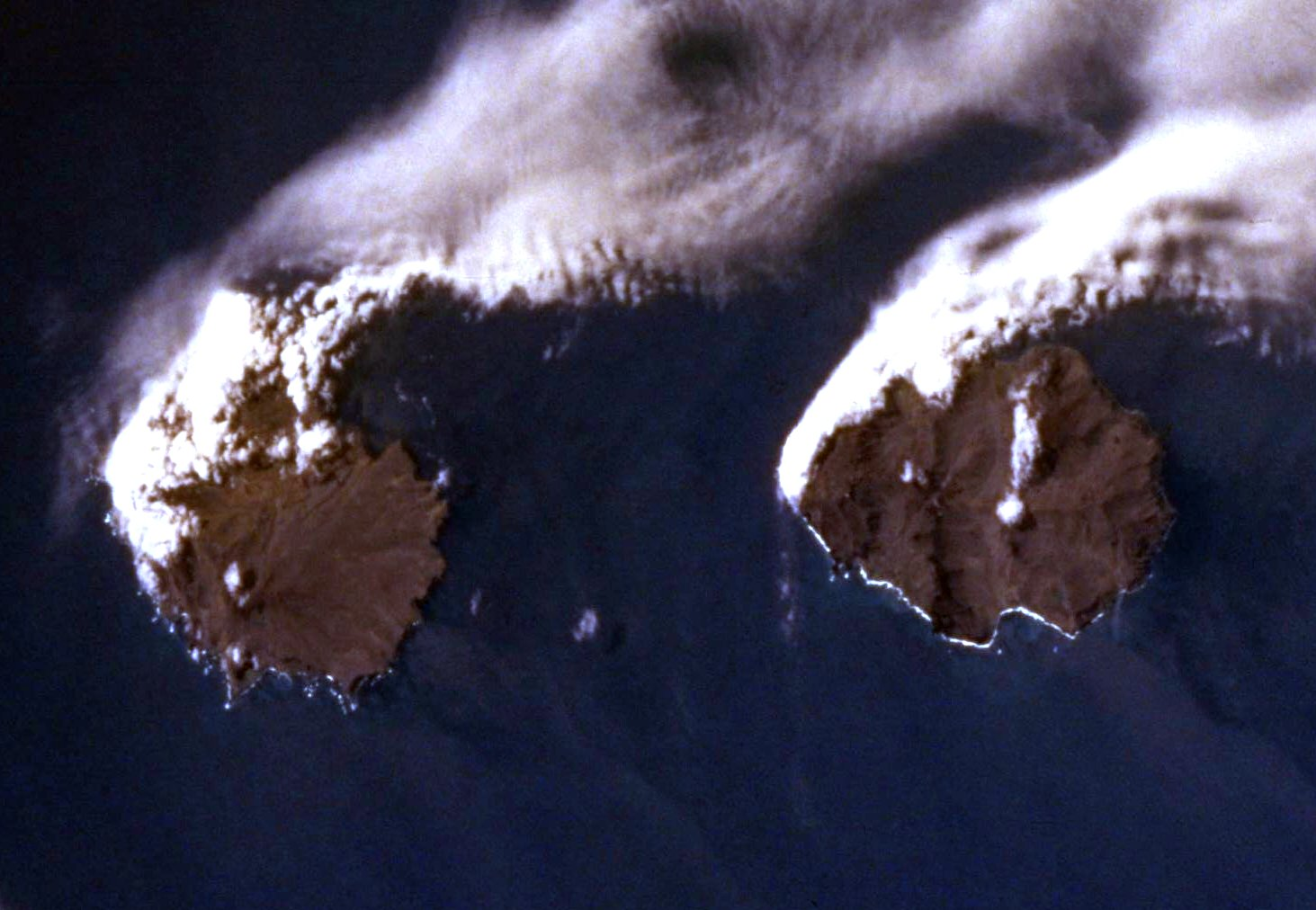
Îles Crozet
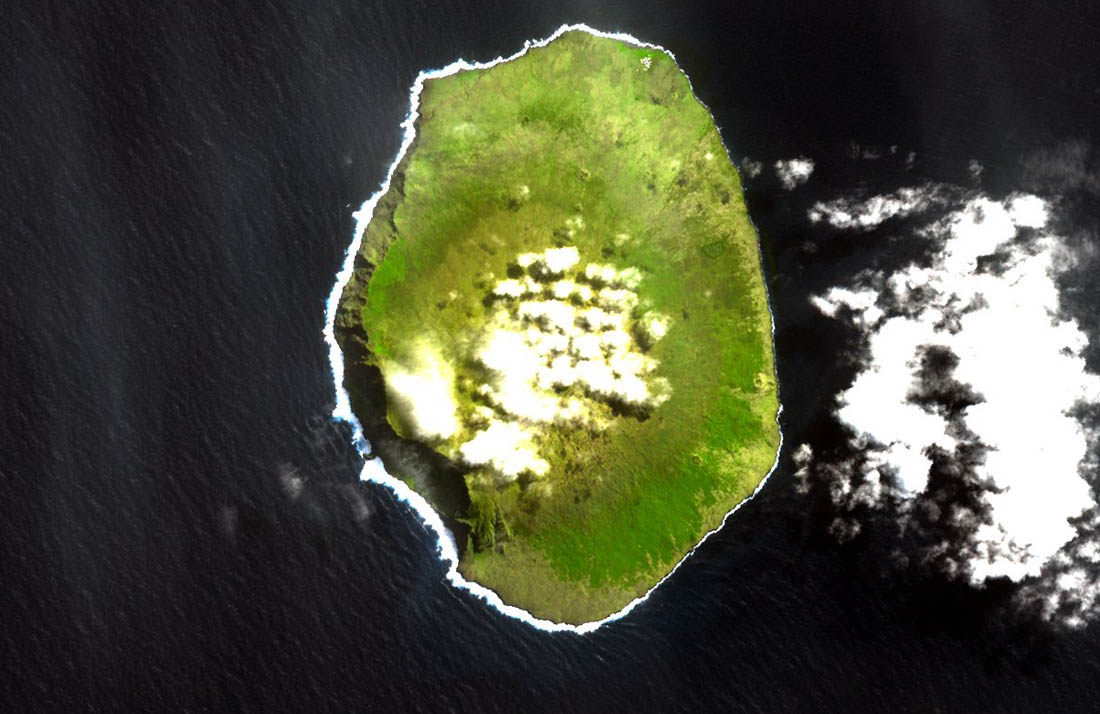
Île Amsterdam
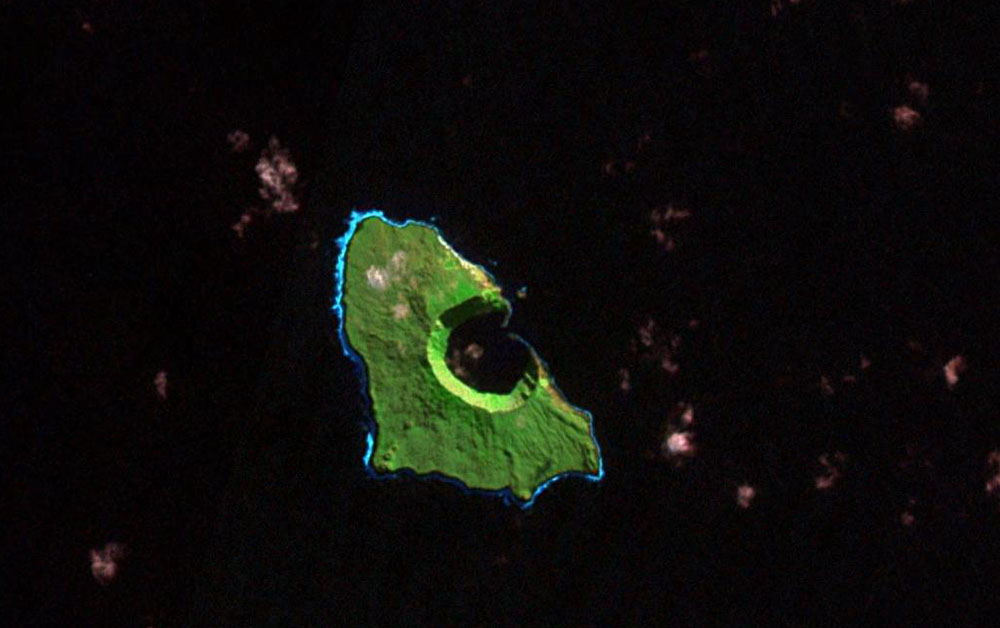
Île Saint-Paul

### Protectorat australien
- Cocos (Keeling), archipel
- Îles Heard-et-MacDonald
- Île Christmas (Australie)

## Afrique

### Kenya
- Île Lamu, archipel de Lamu

### Tanzanie
- Mafia (île)
- Pemba
- Zanzibar

### Mozambique
- Îles Quirimbas

### Asie

#### Protectorat indien
- Îles Laquedives (Inde)
- Andaman et Nicobar (Inde)
- Lakshadweep, archipel (Inde)
  - Kavaratti
  - Agatti
  - Amini
  - Kadmat
  - Kiltan
  - Chetlat
  - Bitra
  - Andrott
  - Kalpeni
  - Minicoy

#### Indonésie
- Siméulue  ou Simalou
- Archipel des Îles Banyak
  - Tuangku
  - Bangkaru
- Nias
- Archipel des Îles Batu
  - Pini
  - Tanahmasa
  - Tanabhala
- Siberut
- L'archipel des Mentawaï
  - Sipora (ou Sipura)
  - Pagai Utara
  - Pagai Selatan
- Enggano

### Protectorat arabique
- Socotra (Yemen)
  - Darsah
  - Samhah
  - Abd al Kuri

### Territoire britannique de l'océan Indien
- Archipel des Chagos (Royaume-Uni, reconnue souveraineté de l'île Maurice en 2025, par la Grande-Bretagne)